# Murodali Aknazarov
Murodali Aknazarov (Dusambé, 19 de noviembre de 2004) es un futbolista tayiko que juega en la demarcación de centrocampista para el FC Samtredia de la Erovnuli Liga.

## Selección nacional
El 17 de junio de 2023 hizo su debut con la selección de Tayikistán en un partido de la Copa de Naciones CAFA 2023 contra Uzbekistán que finalizó con un resultado de 5-1 a favor del combinado uzbeko tras el gol de Parvizdzhon Umarbayev para Tayikistán, y los goles de Jasurbek Yakhshiboev, Eldor Shomurodov, Abbosbek Fayzullaev, Oston Urunov y Khojimat Erkinov para el combinado uzbeko.

## Clubes
| Club         | País    | Año   | Partidos | Goles |
| ------------ | ------- | ----- | -------- | ----- |
| FC Samtredia | Georgia | 2024- | 8        | 0     |